# Huracán Celia (1970)
El huracán Celia fue el tercer ciclón tropical en recibir nombre de la Temporada de huracanes del Atlántico de 1970, merodeó por el Caribe y el golfo de México entre el 31 de julio y el 5 de agosto. La tormenta causó $450 millones de dólares (USD) $2 mil millones (2007 USD) y mató a 16 personas en Cuba y en Estados Undios. Fue la tormenta más fuerte de la temporada.

## Historia meteorológica

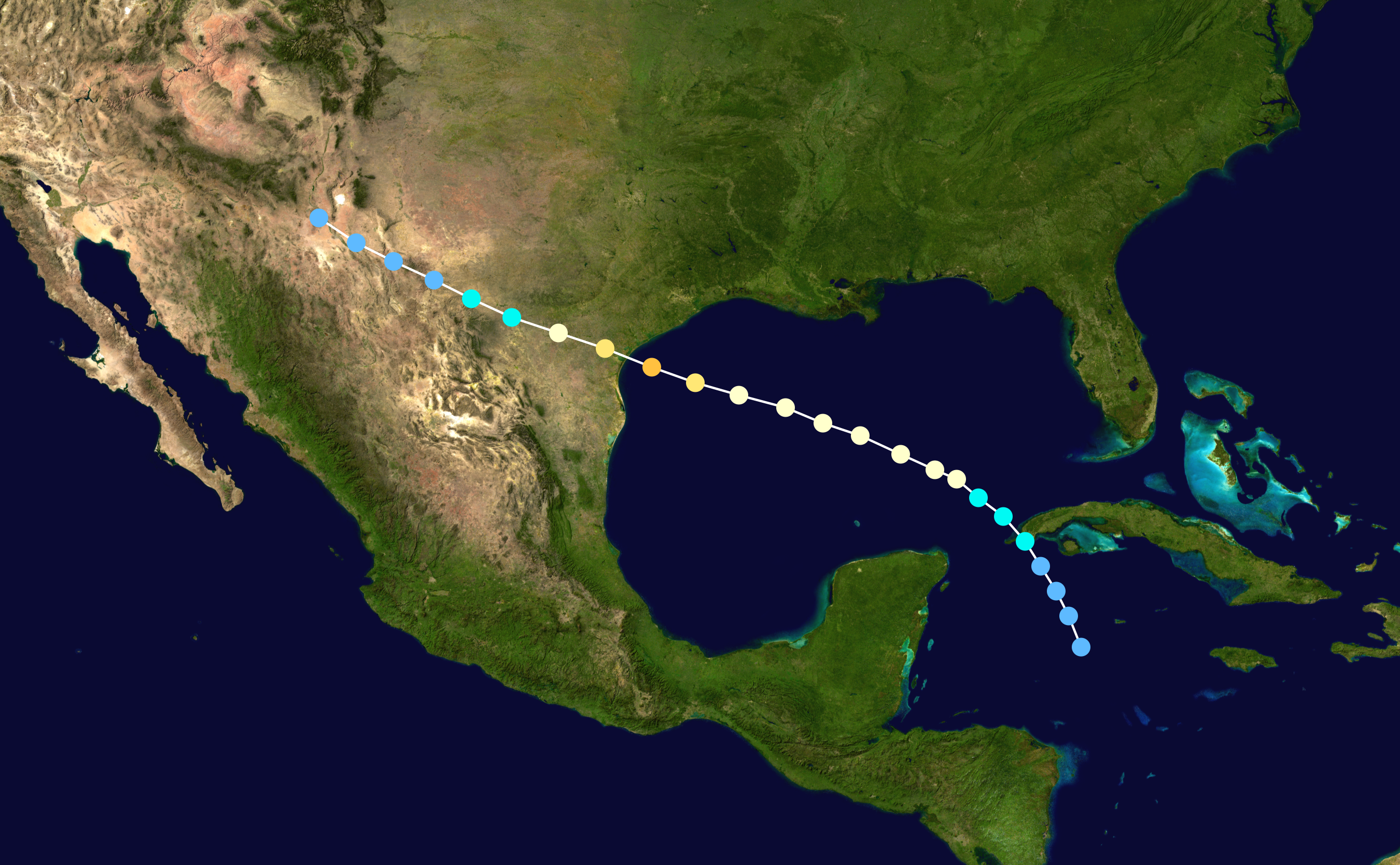
Trayectoria del Hurricane Celia (1970), perteneciente a la temporada de huracanes en el Atlántico de 1970, siguiendo los colores de la escala de huracanes de Saffir-Simpson.

El precursor del huracán Celia fue una onda tropical que partió de las costas de África el 23 de julio. Se movió rápidamente a través del Atlántico, y se combinó con cizalladuras de nivel superior, aunque no se desarrolló. Mientras desaceleraba en el oeste del mar Caribe, fue capaz de organizarse, convirtiéndose en depresión tropical el 31 de julio. Se desplazó al noreste, arremetiendo contra la punta oeste de Cuba el 1 de agosto. Cuando llegó al golfo de México, las condiciones fueron favorables para su desarrollo, tomó fuerza de tormenta tropical en la tarde del 1 de agosto.